# 弗朗茨·贝格哈默
弗朗茨·贝格哈默（德語：Franz Berghammer，1913年11月20日—1944年7月7日），奥地利男子手球运动员。他曾代表奥地利参加1936年夏季奥林匹克运动会手球比赛，获得一枚银牌。他在第二次世界大战期间去世。